# Saint-Pé-Delbosc
Saint-Pé-Delbosc è un comune francese di 128 abitanti situato nel dipartimento dell'Alta Garonna nella regione dell'Occitania.
Il territorio comunale è bagnato dalle acque del fiume Save.

## Società

### Evoluzione demografica
Abitanti censiti